# Oiva Lommi
Oiva Lommi (* 30. Juni 1922 in Vehkalahti, heute Hamina; † 23. Juli 2000 in Kotka) war ein finnischer Ruderer, der 1952 eine olympische Bronzemedaille erhielt.
Oiva Lommi nahm 1948 zusammen mit seinem Cousin Veikko Lommi, Helge Forsberg, Osrik Forsberg und Steuermann Veli Autio an den Olympischen Spielen in London teil. Im Vorlauf unterlag der finnische Vierer mit Steuermann den Franzosen. Nach einem Sieg über die Australier im Hoffnungslauf verloren die Finnen im Zwischenlauf gegen die späteren Olympiasieger aus den Vereinigten Staaten.
Vor den Olympischen Spielen 1952 in Helsinki hatten finnische Ruderer keine olympische Medaille gewonnen. Bei der olympischen Regatta belegte der finnische Vierer ohne Steuermann mit Veikko Lommi, Kauko Wahlsten, Oiva Lommi und Lauri Nevalainen im Vorlauf den zweiten Platz hinter dem jugoslawischen Vierer und erreichte damit das Halbfinale. Im Halbfinale ruderten die Finnen auf den vierten und letzten Platz, nur die Halbfinalsieger aus Jugoslawien und aus Frankreich erreichten das Finale. Die anderen drei Finalteilnehmer wurden in drei Hoffnungsläufen ermittelt, die Finnen gewannen ihren Hoffnungslauf vor den Booten aus Italien und aus den Vereinigten Staaten. Das Finale gewann der jugoslawische Vierer vor den Franzosen, dahinter erkämpften die Finnen die Bronzemedaille knapp vor den Briten.